# Тамарино (Болгария)
Тамарино (болг. Тамарино) — село в Болгарии. Находится в Ямболской области, входит в общину Стралджа. Население составляет 211 человек.

## Политическая ситуация
В местном кметстве Тамарино, в состав которого входит Тамарино, должность кмета (старосты) исполняет Стойка Драганова Маринова (независимый) по результатам выборов правления кметства.
Кмет (мэр) общины Стралджа — Митко Панайотов Андонов (Болгарская социалистическая партия (БСП)) по результатам выборов в правление общины.